# Петровский сельский округ (Северо-Казахстанская область)
Петровский сельский округ (каз. Петров ауылдық округі) — административная единица в составе Есильского района Северо-Казахстанской области Казахстана. Административный центр — село Петровка.
Население — 1891 человек (2009, 2668 в 1999, 3572 в 1989).

## История
Петровский сельсовет образован решением Северо-Казахстанского облисполкома 8 августа 1962 года. 12 января 1994 года постановлением главы Северо-Казахстанской областной администрации в существующих границах создан Петровский сельский округ.

## Социальные объекты
В округе функционирует средняя школа, начальная школа, 2 мини-центра для детей дошкольного возраста, Петровский аграрно-технический колледж, в котором обучают по трем специальностям: повар, тракторист-машинист, электрогазосварщик.
В округе действует фельдшерско-акушерский пункт, медицинский пункт, 2 сельские библиотеки.
На базе Петровской средней школы функционирует узбекское этнокультурное объединение «Халык Достығы».

## Состав
В состав сельского округа была присоединена территория ликвидированного Мерекенского сельского совета (села Оседлое, Жекеколь).
В состав округа входят такие населенные пункты:
| Населенный пункт | Население, человек (1989) | Население, человек (1999) | Население, человек (2009) |
| ---------------- | ------------------------- | ------------------------- | ------------------------- |
| Бирлик, село     | 494                       | 467                       | 276                       |
| Жекеколь, село   | 312                       | 233                       | 129                       |
| Мадениет, село   | 63                        | 66                        | 42                        |
| Петровка, село   | 1985                      | 1451                      | 1281                      |
| Оседлое, село    | 718                       | 451                       | 163                       |